# Рудка-Голембська
Рудка-Голембська (пол. Rudka Gołębska) — село в Польщі, у гміні Камйонка Любартівського повіту Люблінського воєводства.
Населення — 88 осіб (2011).

## Демографія
Демографічна структура станом на 31 березня 2011 року:
|          | Загалом | Допрацездатний вік | Працездатний вік | Постпрацездатний вік |
| -------- | ------- | ------------------ | ---------------- | -------------------- |
| Чоловіки | 35      | 7                  | 27               | 1                    |
| Жінки    | 53      | 10                 | 28               | 15                   |
| Разом    | 88      | 17                 | 55               | 16                   |